# نوبليوم
النوبليوم يعرف أيضًا أنيلبيوم هو أحد العناصر الكيميائية الموجودة في الجدول الدوري وله الرمز No ورقم ذري 102. وهو عنصر فلزي نشيط إشعاعيا بعد اليورانيوم كما أنه ينتمى لسلسلة الأكتينيدات. ويتم تصنيعه بقذف الكوريوم بشوارد (أيونات) الكربون. وتم التعرف عليه لأول مرة عن طريق فريق بحث برئاسة ألبرت غيورسو وجلين تي. سيبورج في عام 1958.

## الصفات المميزة
لا يعرف الكثير عن النوبليوم ولم ينتج منه إلا كميات ضئيلة منه. ولا يوجد له استخدامات خارج نطاق الأبحاث العلمية. وأكثرنظائره ثباتا، النوبليوم-259, وله عمر نصف يبلغ 58 دقيقة,
 ويضمحل إلى الفرميوم-255 عن طريق إضمحلال ألفا، أو إلى مندليفيوم-259 عن طريق أسر إلكترون.

## تاريخ النوبليوم
تم اكتشاف النوبليوم (المسمى على اسم ألفريد نوبل) عن طريق ألبرت غيورسو جلين تي. سيبورج في عام 1958، جون أر. والتون، تروبون سيكلاند في أبريل عام 1958 في جامعة كاليفورنيا, بيركلي. واستخدم الفريق أيون ثقيل في معجل خطي جديد (HILAC) لقذف هدف من السيريوم (95% Cm-244 and 4.5% Cm-246) بأيونات الكربون-12 للحصول على نوبليوم-254 (بعمر نصف 55ثانية). وتم تأكيد اكتشافهم أيضا بواسطة الباحثين الروس في دبنا.
وقبل ذلك بعام، أعلن الفيزيائيين في معهد نوبل بالسويد أنهم قاموا بتصنيع نظير من نظائر العنصر 102. وقد أعلن الفريق أنه قاموا بتصنيع نظير له عمر نصف 10 دقائق عند 8.5 إلكترون فولت بعد قذف سيريوم-244 بنواة الكربون-13. وبناء على هذا التقرير، قامت لجنة الأوزان الذرية من الإتحاد الدولي للكيمياء البحتة والتطبيقية بتعيين الاٍسم نوبليوم للعنصر الجديد بالرمز No. ولكن المحولات اللاحقة من العلماء الروس والأمريكان فشلت في إاعدة التجربة.
وفى عام 1966 قام الباحثون في جامعى كاليفورنيا في بيركلى بتأكيد تجربة 1958 وأظهروا وجود النوبليوم-254 (بعمر نصف 55 ثانية), نوبليوم-252 (بعمر نصف 2.3 ثانية), نوبليوم-257 (بعمر نصف 23 ثانية). وفي العام التالي قامت مجموعة غيورسو بالإبقاء على الاسم «نوبليوم» للعنصر 102.
وكان النوبليوم أحدث العناصر المكتشفة عندما كان توم ليهرير بكتابة أغنية العناصر, ولهذا فهو العنصر الذي له أعلى وزن ذري ضمن الأغنية.

## التسمية
وكان النوبليوم اكتشف من قبل معهد نوبل، وأصل الاسم جاء على اسم ألفريد " نوبل الكيميائي السويدي، الذي اكتشف الديناميت ومؤسس جوائز نوبل.

## توزيع الإلكترونات
التوزيع الإلكتروني كالتالي:
1s2
2s2 2p6
3s2

```
3p
6
 3d
10
```

4s2 4p6 4d10 4f14

5s2 5p6 5d10 5f14

6s2 6p6

7s2

## نظائر النوبليوم
تم التعرف على 13 نظير مشع للنوبليوم، وأكثرها ثباتا No-259 بعمر نصف 58 دقيقة, No-255 بعمر نصف 3.1 دقيقة, No-253 بعمر نصف 1.7 دقيقة. وباقى النظائر لها عمر نصف اقل من 56 ثانية، ومعظم هذه النظائر لها عمر نصف أقل من 2.4 ثانية. والعنصر له. كما أن له حالة رجوع واحدة, No-254m (بعمر نصف 0.28 ثانية) كما أن له حالة رجوع واحدة, No-254m (بعمر نصف 0.28 ثانية). ويتراوح الوزن الذري لنظائر النوبليوم بين 249.088 وحدة كتل ذرية (No-249) إلى 262.108 وحدة كتل ذرية (No-262). ونظام الإضمحلال الأساسي قبل الوصول لأثبت النظائر, No-259, هو انبعاث ألفا, وبعدها يكون نظام الإضمحلال انشطار تلقائي. ونواتج الإصمحلال الأساسية قبل الوصول إلى No-259 هو نظير العنصر 100 (فيرميوم), والناتج الأساسي بعده يكون طاقة وجسيمات تحت ذرية.

## وصلات خارجية
- العناصر على شبكة المعلومات - نوبليوم